# گلینیس باربر
گلینیس باربر (انگلیسی: Glynis Barber؛ زادهٔ ۲۵ اکتبر ۱۹۵۵) یک هنرپیشه اهل آفریقای جنوبی است. وی از سال ۱۹۷۸ میلادی تاکنون مشغول فعالیت بوده‌است.
از فیلم‌ها یا برنامه‌های تلویزیونی که وی در آن نقش داشته است می‌توان به سگ باسکرویل، بانوی شرور و ترس اشاره کرد.